# Grevillea subargentea
Grevillea subargentea är en tvåhjärtbladig växtart som beskrevs av Cyril Tenison White. Grevillea subargentea ingår i släktet Grevillea och familjen Proteaceae. Inga underarter finns listade i Catalogue of Life.